# 秦朗
秦 朗（しん ろう、生没年不詳）は、中国三国時代の魏の武将・政治家。字は元明。幼名は阿蘇。并州新興郡の人。父は秦宜禄。母は杜氏。子は秦秀。養父は曹操。異父弟は曹林・曹袞。異父妹は金郷公主（何晏夫人）。

## 人物

### 事跡
母は、曹操が呂布を滅ぼした際にその側室として迎え入れられた。父も張飛に殺害されたため、秦朗は母について曹操の養子として養育され、同じ養子の何晏とともに寵愛された。
秦朗は諸侯の間を遊び歩いたが、曹操・曹丕（文帝）の両時代において罰せられることは無かった。曹叡（明帝）が即位してからは驃騎将軍・給事中となり、曹叡が外出する度に随従した。曹叡は犯罪の摘発を好み、些細な罪でも死刑に処すことが多かった。秦朗はこれを諌めることがなく、また有為な人材を推薦することもしなかった。しかし、かえって曹叡は秦朗を信愛し、幼名で呼んで何度か相談した。また褒美を幾度か与え、秦朗のために大邸宅を建てた。当時の人々の誰もが、秦朗が無能者であることを知っていたが、曹叡と親しかったために賄賂を送る者が多く、秦朗の富は公侯に匹敵するものだったという。このため『魏略』では、秦朗は孔桂と共に「佞倖伝」に収録されている。
青龍元年（233年）、鮮卑の大人軻比能と歩度根が魏の将軍であった蘇尚・董弼を楼煩で戦死させたため、秦朗が中軍を率いてこれを討伐したところ、鮮卑軍は砂漠の北へ逃れた。冬10月、歩度根配下の部族の大人である戴胡阿狼泥らが并州を訪れて降伏したため、秦朗は帰還した。
翌2年（234年）、蜀漢の諸葛亮が涼州に攻め寄せると、秦朗は曹叡の命で征蜀護軍として2万の兵を与えられ、司馬懿の援軍として派遣された（五丈原の戦い）。
秦朗は、曹宇・夏侯献・曹爽・曹肇らと並んで政治を主導した。しかし景初2年（237年）12月、逝去間際の曹叡に対し、劉放・孫資が秦朗の態度の悪さについて進言（讒言）したため、秦朗は曹宇・夏侯献・曹肇と共に罷免されてしまった。この時、秦朗ら4人は互いに涙を流し合って帰途についたという。
以後、秦朗の名は史書に見当たらない。
晋の時代、子が家督を継いだ。

### 物語中の秦朗
小説『三国志演義』では、司馬懿配下の前将軍として登場する。同僚の偏将軍鄭文（架空の人物）が、蜀の諸葛亮を罠にかけるために偽降の策を実行し、秦朗の弟である秦明（架空の人物）を秦朗と騙して斬り、信用させようとしたが、たちどころに見抜かれてしまう。その後、鄭文が諸葛亮から脅されて書かされた手紙により、秦朗は司馬懿から先鋒を命じられて蜀軍を攻撃する。しかし、諸葛亮が罠を設けて待ち伏せしていたため、秦朗は伏兵の攻撃を受け戦死してしまっている。